# Giovanni Battista Arnaldi
Giovanni Battista Arnaldi (* 8. Januar 1806 in Castellaro; † 28. Februar 1867 in Spoleto) war ein italienischer römisch-katholischer Geistlicher und Erzbischof von Spoleto.

## Leben
Er war das dritte Kind von Domenico und Caterina Arnaldi. Nach seinem Studium am Priesterseminar in Genua ließ er sich 1828 in Rom nieder und empfing am 12. Oktober desselben Jahres die Priesterweihe. Er wurde zum Doktor der Theologie und Doctor iuris utriusque promoviert und hatte danach eine Reihe von Ämtern in der Kurie inne.
Am 18. März 1852 wurde er zum Titularbischof von Auzia und Administrator des Bistums Terni nach dem Rücktritt von Bischof Vincenzo Tizzani ernannt. Die Bischofsweihe spendete ihm in Rom am 2. Mai 1852 Giacomo Filippo Kardinal Fransoni; Mitkonsekratoren waren Erzbischof Giovanni Francesco Cometti Rossi und Bischof Thomas Olliffe. Am 7. März 1853 wurde er zum Erzbischof von Spoleto ernannt. Die zweite Hälfte seines fast 14-jährigen Episkopats war durch Auseinandersetzungen mit den Behörden des Königreichs Italien gekennzeichnet, das Spoleto 1860 vom Kirchenstaat erobert hatte. Wegen seines Fastenhirtenbriefs von 1863, in dem er die neue Ordnung mit schärfsten Worten verurteilte und den die Regierung als Aufruf zum Umsturz einstufte, wurde er sogar in der Festung von Spoleto inhaftiert.

## Werke
- Orazione funebre in lode di Donna Guendalina Talbot principessa Borghese. Rom 1841.
- Lettera pastorale di monsignor Gio. Battista Arnaldi arcivescovo di Spoleto diretta al clero e popolo della sua archidiocesi in occasione dell’indulto per la quaresima del 1863. Assisi 1863 (Fastenhirtenbrief 1863; Digitalisat).
- Nuove glorie di Nostra Signora Auxilium christianorum. Assisi 1865.